# 타운센드두더지
타운센드두더지(Scapanus townsendii)는 두더지과에 속하는 포유류의 일종이다. 북아메리카에 사는 두더지 중에서 가장 크다. 태평양 해안가를 따라 캐나다 브리티시컬럼비아주 남서부에서 캘리포니아주 북서부 지역에서 발견된다.